# Ифта
Ифта (нем. Ifta) — община в Германии, в земле Тюрингия. 
Входит в состав района Вартбург. Подчиняется управлению Кройцбург.  Население составляет 1213 человек (на 31 декабря 2010 года). Занимает площадь 17,59 км².